# Норвешка струја
Норвешка струја је средишњи крак Северноатлантске струје, који се креће између Фарских и Шетлендских острва, а затим и обалама Норвешке, због чега је и добила такав назив. У Северном мору она достиже ширину од 185 километара и захвата сву водену масу до морксог дна, тј. 500 метара. Салинитет постепено опада према Шпицбершким острвима са 35,3‰ на 34,8‰. Температура се креће у распону од 10—12° С. Код Шпицбершких острва Норвешка струја се рачва у два крака — Шпицбершку струју, која иде ка северу и Севернортску струју која се креће ка истоку.